# Финикс Меркјури
Финикс Меркјури (енг. Phoenix Mercury) је женски амерички кошаркашки тим са седиштем у Финиксу, Аризони, а играју у западној конференцији у Женском националном кошаркашком савезу (ВНБА). Тим је основан пре него што је започела прва сезона 1997. године; то је једна од осам оригиналних франшиза. Тим је у власништву Роберта Сарвера, који такође поседује Меркјуријеву НБА колегу, Финикс Сансе.
Меркјури се квалификовао за плеј-оф ВНБА у четрнаест од двадесет три година у Финиксу. Франшиза је била дом многих квалитетних играча као што су Диана Таурази, Кепи Пондекстер, Кендис Дупри, Бритни Грајнер и Пени Тејлор. 1998, 2007, 2009 и 2014, Меркјури је прошао у финале ВНБА; изгубили су од Хјустона 1998. године, али су титулу освојили 2007., 2009. и 2014. године над Детроитом, Индијаном и Чикагом.

## Историја франжизе

### Настанак (1997—1998)
Са Ненси Либерман, Михаел Тимс, Јенифер Гилом, Бриџет Петис, Черил Милер, Меркјури се врло брзо установио као значајна франшиза. У првој сезони ВНБА, Меркјури је забршио са рекордом 16-12 и стигао до првог плеј-офа ВНБА. Меркјури је, међутим, у тим доигравањима изгубио од Њујорк Либертија.
1998. године Меркјури се поново квалификовао за плејоф, поставивши рекорд 19-11. Меркјури је победио Кливленд Рокетсе да би први пут стигли до финала ВНБА. У борбеној серији, Меркјури је изгубио 2 према 1 од Хјустон Кометса.

### Пад Меркјурија (1999—2003)
1999. године Меркјури се није квалификовао за плеј-оф, поставивши рекорд 15-17. 2000. године Меркјури је завршио 20-12, али изгубили од Лос Ангелес Спаркса. Тим је после сезоне пао у немир, пошто је тренер Милер отишала и првобитнс основна група играча се распала, пензионисањем или трејдовањем, а тим је престао да буде кандидат за плеј-оф.
Од 2001. до 2004. године, Меркјури је био на дну ВНБА. Налазећи јадне тимове, Меркјури никада није био конкурентан. Меркјури је пролазио преко тренера и ништа није радило. Током лоших година, франшиза је остала упамћена у вестима јер је Лиса Херисон постала сексуални симбол. Магазин „Плејбој“ понудио јој је новац за позирање у њиховом часопису. Она је одбила понуду.

### Дајана Таурази придружила се ВНБА (2004—2005)
Након ужасне сезоне 2003, у којој је Меркјури остварио рекорд од 8-26, Меркјури је освојио први пик на ВНБА драфту 2004. и изабрао бившу звезду Универзитета у Конектикату (UConn) Дајана Таурази. Таурази је освојила награду ВНБА Руки године у сезони 2004, пошто је Меркјури постигао рекорд од 17 до 17. Меркјури је 2005. године остварио рекорд 16-18, пропуштајући плеј-оф поново.

### Повратак "Пол Бола" (2006—2007)
Бивши тренер НБА лиге Пол Вестхед постао је главни тренер Меркјурија пре сезоне 2006, а свој стил темпа довео је у Финикс. Вестхед је први тренер ВНБА који је освојио претходни шампионат НБА лиге. Меркјури је такође одабрао Кепи Пондекстер са 2. пиком у ВНБА драфту 2006. године. То је пружило солидног # 2 играча Дајани. Вестхеадова "ран енд ган" офанзивна тактика, брзо је постала заштитни знак Меркјуриа и франшиза ће ускоро поставити нове рекорде лиге по поенима.
Сезона 2006. била је позитивна за Меркјури, јер су први пут након 2000. године поставили победнички рекорд, од 18-16. Меркјури се такмичио за плеј-оф током целе године, али је пао тек мало да оде у постсезону.
Како је сезона 2007 стигла, Меркјури је био спреман и гладан плеј-офа. Меркјури је побегао од осталих тимова западне конференције, остваривши свој најбољи рекорд у историји франшизе, са рекордм 23-11, и осигурао прво место. Меркјури је поставио рекорд у просеку 89.0 поена у сезони током 2007. године. [3] У својим првим плеј-офу од 2000. године, Меркјури је у првом колу брзо извео посао у Сијетлу, разносећи их у две утакмице (Гаме 1: 101–84, Гаме 2: 95–89). У западном финалу, Меркјури је у ближем низу прогурао сребрне звезде Сан Антонија (Гаме 1: 102–100, Гаме 2: 98–92), први пут напредујући до финала ВНБА у девет година. У финалу се Меркјури суочио са одбрамбеним прваком из 2006. године, Детроитом Схоцком. Два тима су поделила прве две утакмице у Детроиту. Враћајући се кући, Меркјури је претрпео пад у игри 3, изгубивши 88:83. Доље 2–1, Меркјури је морао да добије утакмицу 4 или изгуби. Игра 4 се срушила на последње секунде, али Меркјури је успео да надокнади шок 77-76, Цаппие Пондектер је постигао 26 поена и приморао игру 5. у Детроиту. У 5. игри Пхоеник је победио резултатом 108–92. [3] Пенни Таилор је постигао 30 поена у игри 5 и отишао са линије 18 за 18. [3] Меркјури је освојио серију и своје прво првенство победом од 108. до 5. кола, постајући први тим ВНБА који је освојио шампионат на путу. Цаппие Пондектер проглашен је за МНП финала ВНБА и просечно је добијао 22,0 поена и 5,6 асистенција у серији. [3] 7. новембра 2007, Мерцури је најавио ангажовање Цореи Гаинес-а као главног тренера који ће заменити одлазећег Паул Вестхеад-а.